# Sanatorija Bobylskij
Sanatorija Bobylskij (ros. Санатория Бобыльский) – osiedle w Rosji, w obwodzie niżnonowogrodzkim, w rejonie wadzkim. W 2010 liczyło 97 mieszkańców.